# Zero z Akutan

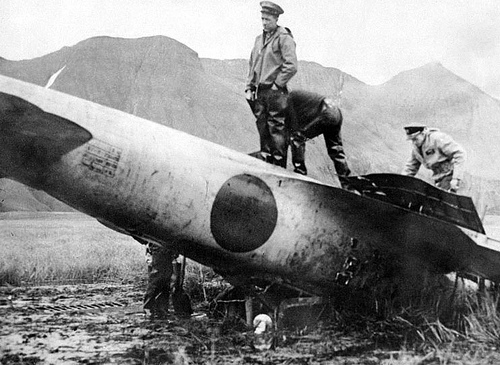
Zero z Aleutów podczas inspekcji przeprowadzanej przez personel Marynarki Wojennej Stanów Zjednoczonych 11 lipca 1942 na wyspie Akutan

Zero z Akutan, znane również jako Zero Kogi oraz Zero z Aleutów – egzemplarz japońskiego myśliwca Mitsubishi A6M Zero typu 0, modelu 21, który rozbił się podczas II wojny światowej na wyspie Akutan, wchodzącej w skład znajdującego się w obrębie należącego do Stanów Zjednoczonych ówczesnego Terytorium Alaski archipelagu Aleutów.
Amerykanie przejęli Zero z Akutan w lipcu 1942, stało się ono drugim zdatnym do użytku samolotem tego typu przechwyconym przez Stany Zjednoczone w czasie wojny oraz pierwszym, który wzbił się w powietrze. Po dokonaniu niezbędnych napraw amerykańscy piloci poddali maszynę serii badań w locie. W rezultacie przeprowadzonych badań pozyskano informacje, dzięki którym amerykańscy stratedzy mogli opracować taktyki pomocne w pokonaniu tego podstawowego myśliwca Japońskiej Cesarskiej Marynarki Wojennej.
Zero z Akutan określano mianem „zdobyczy nieomal bezcennej dla Stanów Zjednoczonych” oraz „najprawdopodobniej jednej z najbardziej istotnych zdobyczy całej wojny na Pacyfiku”. Japoński historyk Masatake Okumiya wyraził pogląd, że przejęcie tego samolotu było wydarzeniem „o nie mniejszej doniosłości” niż japońska porażka pod Midway oraz że „znacząco przyspieszyło ostateczną kapitulację Japonii”. Z drugiej jednak strony, nie brak krytyków, takich jak John Lundstrom, kwestionujących „twierdzenia, jakoby dopiero analiza myśliwca Kogi umożliwiła opracowanie taktyki skutecznego zwalczania tego obrosłego legendą samolotu”.
Zero z Akutan uległo zniszczeniu w wyniku wypadku podczas lotów treningowych w 1945. Fragmenty wraku eksponowane są w kilkunastu muzeach rozsianych po całych Stanach Zjednoczonych.

## Mitsubishi A6M Zero

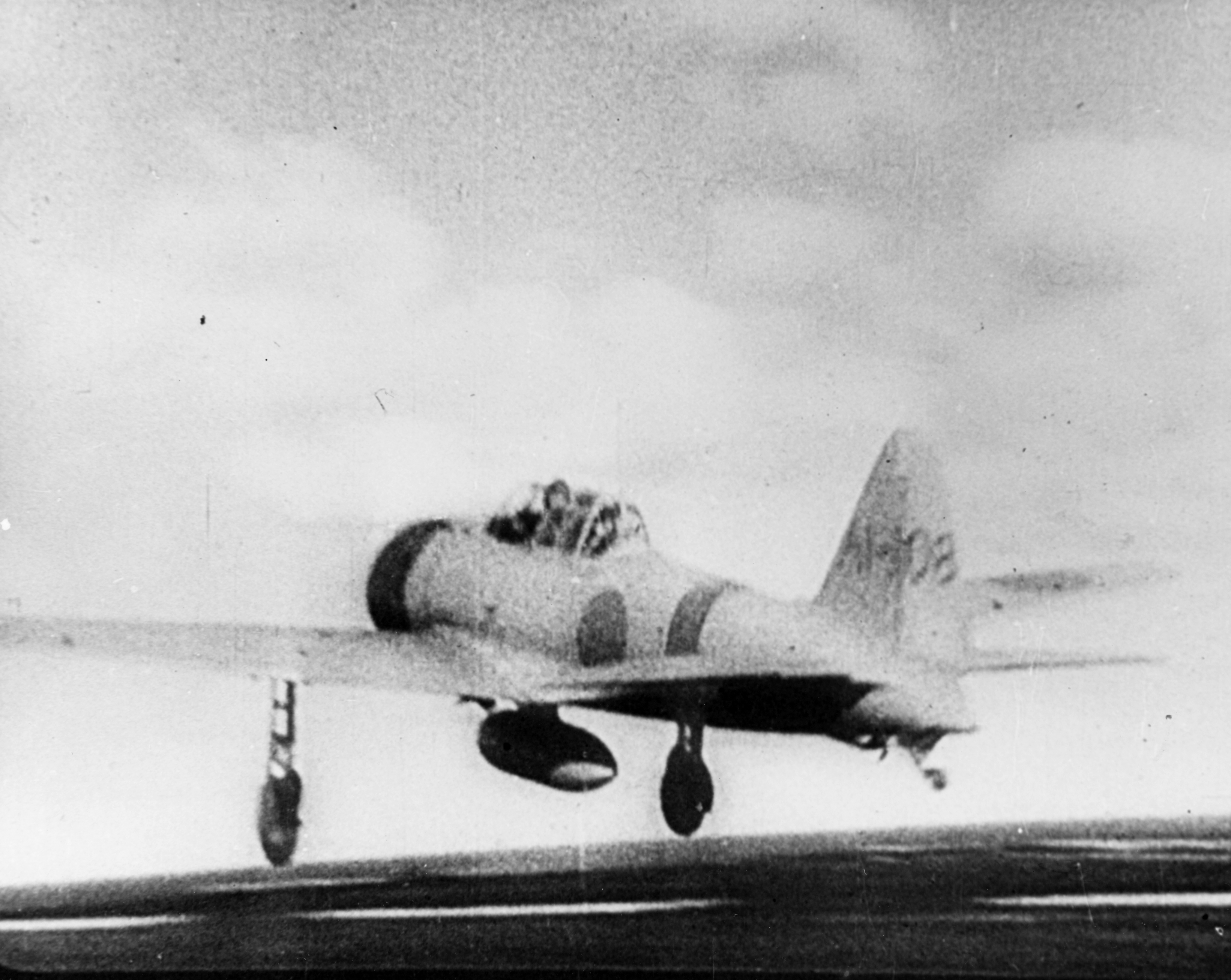
Myśliwiec Mitsubishi A6M2 „Zero” Model 21 startuje z pokładu lotniskowca „Akagi” podczas ataku na Pearl Harbor

Podczas wybuchłej w 1937 drugiej wojny japońsko-chińskiej ataki chińskich myśliwców na japońskie bombowce wymusiły na Japończykach opracowanie koncepcji myśliwca eskortowego. Ograniczony zasięg Mitsubishi A5M „Claude”, używanego w tym właśnie charakterze, przesądził o zamówieniu przez Sztab Lotnictwa Japońskiej Marynarki Wojennej Mitsubishi A6M Zero, mającego pełnić rolę myśliwca dalekiego zasięgu operującego zarówno z położonych na lądzie lotnisk, jak i pokładów lotniskowców.
Oblatane w 1939 Zero posiadało ponadprzeciętną sterowność oraz dużą lekkość konstrukcji, dzięki czemu przeważało zwrotnością oraz zasięgiem nad dowolnym użytkowanym ówcześnie myśliwcem na świecie. Przewyższało pod tym względem także każdy aliancki myśliwiec, jaki mogło napotkać przez pierwsze dwa lata wojny. Aby osiągnąć takie parametry (niskie obciążenie powierzchni nośnej), japońscy inżynierowie świadomie zrezygnowali z rozwiązań zmniejszających skuteczność ostrzału samolotu. Nie posiadał on (podnoszącego masę kadłuba) opancerzenia kabiny pilota oraz (cięższych niż standardowe) samouszczelniających się zbiorników paliwa. Według amerykańskiego autora, Jima Reardena, „Zero było najprawdopodobniej najszybciej ulegającym zniszczeniu po trafieniu myśliwcem II wojny światowej [...] Japończycy [...] nie byli przygotowani lub też nie byli w stanie budować bardziej zaawansowanych myśliwców w ilościach pozwalających przeciwstawić się rosnącej liczbie coraz lepszych jakościowo amerykańskich konstrukcji”. W konsekwencji, Zero pozostało głównym myśliwcem Japońskiej Marynarki przez całą wojnę, z produkcją utrzymującą się na poziomie około 10,5 tysiąca sztuk rocznie.
W 1940 Claire Lee Chennault, dowódca Latających Tygrysów, złożył raport dotyczący skuteczności myśliwców Zero. Departament Wojny Stanów Zjednoczonych odrzucił go, uznając za „wierutne bzdury”, przypisywane zaś Zero osiągi uznał za niemożliwe do uzyskania z punktu widzenia aerodynamiki. 
Na początku wojny Zero deklasowało napotykane przez siebie alianckie myśliwce. Według relacji amerykańskiego asa myśliwskiego, Williama N. Leonarda, „podczas tych wczesnych potyczek na własną rękę uczyliśmy się szaleństwa walk kołowych [z Zerami]”. Podczas ataku na Pearl Harbor zestrzelono dziewięć A6M. Z oględzin wraków wywnioskowano, że nie posiadały one opancerzenia oraz samouszczelniających się zbiorników paliwa, niewiele jednak udało się ustalić na temat ich możliwości. Osiągi myśliwca, których znajomość była ważna dla opracowania taktyk walki oraz broni zdolnych mu się przeciwstawić, pozostały tajemnicą.
Zanim zdobyto Zero z Akutan, analizie poddano trzy inne strącone Zera. Jedno (numer seryjny 5349), pilotowane przez Hajime Toyoshimę, rozbiło się na Wyspie Melville’a podczas bombardowania Darwin. Samolot został mocno uszkodzony, Toyoshima zaś stał się pierwszym w tej wojnie jeńcem wziętym do niewoli przez Australijczyków. Inny egzemplarz, pilotowany przez Yoshimitsu Maedę, rozbił się nieopodal Cape Rodney na Nowej Gwinei. Drużyna wysłana w celu odzyskania samolotu popełniła błąd podczas odcinania skrzydeł, bezpowrotnie niszcząc ich wsporniki, co uczyniło samolot niezdolnym do lotu. Trzeci okaz pochodził z Chin, gdzie Gerhard Neumann zdołał zrekonstruować działające Zero. Wykorzystał do tego częściowo sprawny samolot pochodzący z jednostki myśliwskiej 22. Flotylli Powietrznej (o numerze seryjnym 3372, nazwa kodowa 'V-172'), który przymusowo lądował na plaży półwyspu Leizhou w Chinach 26 listopada 1941. W naprawach posiłkował się częściami ocalonymi z kilku innych strąconych A6M. Złe warunki oraz długi czas dostawy z Chin uniemożliwiły jednak dziełu Neumanna osiągnięcie Stanów Zjednoczonych przed przejęciem Zera z Akutan.

## Udział w kampanii aleuckiej

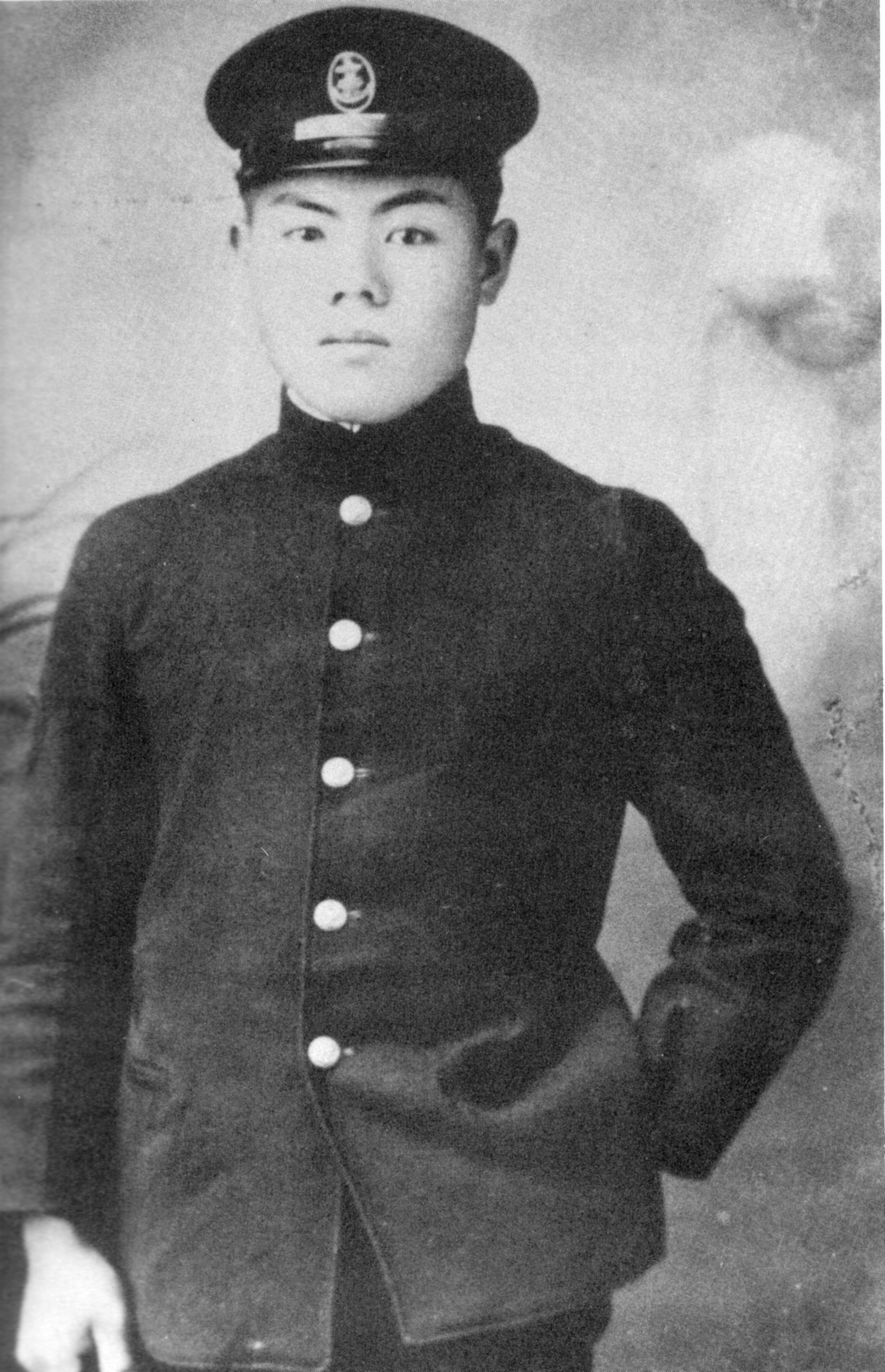
Tadayoshi Koga (10 września 1922 – 4 czerwca 1942), pilot Zero z Akutan

W czerwcu 1942 w ramach operacji Midway Japończycy zaatakowali Aleuty, archipelag położony na południe od wybrzeża Alaski. Ich siły, dowodzone przez admirała Kakuji Kakutę dwukrotnie (3 i 4 czerwca) zbombardowały Dutch Harbor na wyspie Unalaska.
Tadayoshi Koga, dziewiętnastoletni podoficer lotnictwa, wystartował z lotniskowca „Ryūjō”, aby wziąć udział w nalocie w dniu 4 czerwca. Należał on do składającej się z trzech samolotów grupy. Jego skrzydłowymi byli Makoto Endo oraz Tsuguo Shikada. Wraz z nimi zaatakował Dutch Harbor, zestrzelił amerykańską łódź latającą Catalina pilotowaną przez Buda Mitchella oraz atakował rozbitków, którzy znaleźli się w wodzie, strzelając do nich z karabinów maszynowych. W tym czasie samolot Kogi (numer seryjny 4593) został uszkodzony przez ogień z broni palnej.

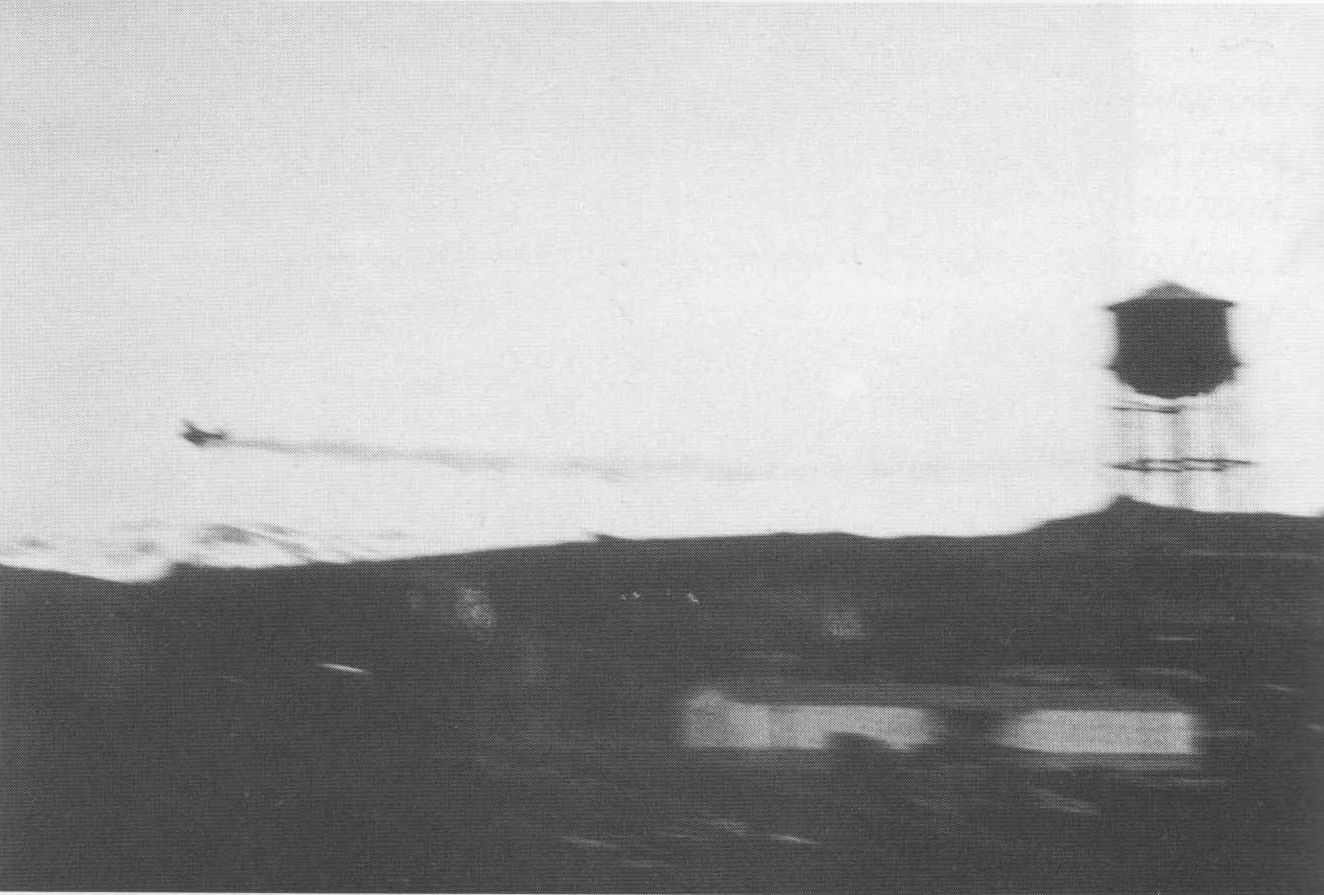
Myśliwiec Kogi przelatujący nad Dutch Harbor w chwilę po tym, jak został trafiony. Ciągnąca się za samolotem smuga to skutek wycieku oleju.

Tsuguo Shikada, jeden ze skrzydłowych Kogi, opublikował relację z tych wydarzeń w 1984. Twierdził w niej, że uszkodzenie samolotu dowódcy nastąpiło podczas ataku jego grupy na dwie amerykańskie Cataliny zakotwiczone na wybrzeżu. Sprawozdanie to całkowicie pomija zestrzelenie łodzi latającej Mitchella. Zarówno relacje amerykańskie jak i japońskie zaprzeczają jego twierdzeniom, gdyż w owym dniu w porcie nie cumowały żadne jednostki tego typu. Jednakże relacja weterana pozostaje w zgodzie ze źródłami amerykańskimi odnośnie do wydarzeń z ataku przeprowadzonego poprzedniego dnia (to jest 3 czerwca). Rearden zauważa: „Wydaje się prawdopodobnym, że w niemal pół wieku od opisywanych wydarzeń, Shikada po prostu pomylił ze sobą naloty z 3 i 4 czerwca... Nie jest także wykluczone, że w udzielonym przez siebie wywiadzie zastosował pamięć selektywną, aby nie wspominać zestrzelenia Mitchella oraz otwierania ognia z karabinów do unoszącej się na wodzie załogi”.
Nie wiadomo, kto doprowadził do strącenia samolotu Kogi, chociaż nie brakowało osób, które to sobie przypisywały. Dokumentacja fotograficzna mocno wspiera tezę o trafieniu przez strzały oddane z ziemi. Trafienie myśliwca deklarowali żołnierze 206th Field Artillery Regiment, którzy podczas obrony Dutch Harbor dysponowali zarówno 3-calowymi działkami przeciwlotniczymi, jak i karabinami kalibru .50, oraz znajdujące się na polu walki okręty US Navy.
Oględziny maszyny wykazały, że została trafiona z broni ręcznej – otwory odpowiadające pociskom o kalibrze .50 i mniejszym znaleziono zarówno od góry, jak i od dołu kadłuba.

### Katastrofa

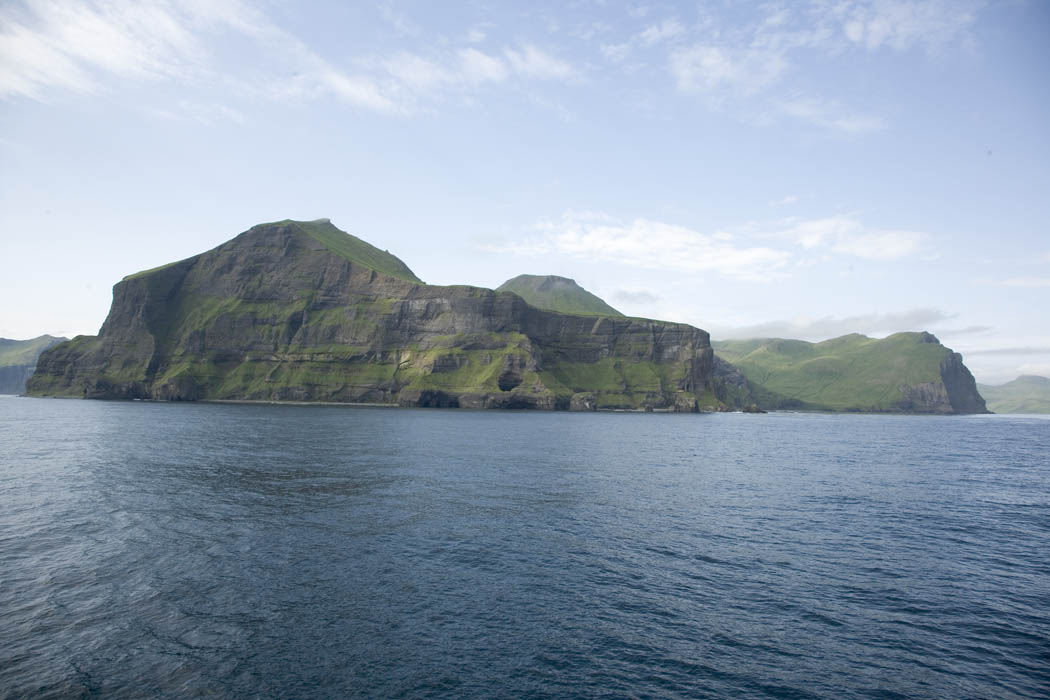
Wyspa Akutan

W wyniku trafienia samolot natychmiast zaczął tracić olej. Koga wytracił prędkość, aby opóźnić zatarcie silnika.
Trzy Zera odleciały nad wyspę Akutan, 25 mil na wschód od Dutch Harbor, którą to wyznaczono na miejsce awaryjnych lądowań. W jej pobliżu stacjonował japoński okręt podwodny, gotowy przyjąć na pokład strąconych pilotów. Nad Akutan samoloty zataczały kręgi nad trawiastą równiną oddaloną pół mili od zatoki Broad Bight. Shikada sądził, że podłoże było dostatecznie twarde, jednak podczas drugiego przelotu dostrzegł połyskującą pod trawą wodę. Wtedy uświadomił sobie, że Koga powinien lądować bez wysuwania podwozia – ale było za późno, ponieważ Koga już je wypuścił, a jego maszyna znajdowała się tuż nad ziemią.
Koła samolotu ugrzęzły w wodzie i błocie, w wyniku czego nastąpił kapotaż i Zero wytraciło prędkość ślizgiem kołami do góry. Mimo że samolot przetrwał upadek niemal nieuszkodzony, pilot zginął podczas jego zderzenia z ziemią, prawdopodobnie wskutek zerwania kręgów szyjnych lub uderzenia w głowę. Krążących ponad miejscem niefortunnego lądowania skrzydłowych obowiązywał rozkaz zniszczenia każdego Zera, które rozbiło się na wrogim terytorium – nie wiedzieli oni jednak, czy ich kolega żyje i w związku z tym nie odważyli się ostrzelać maszyny. Odlecieli więc bez podjęcia nakazanych działań. Ratunkowy okręt podwodny bezowocnie oczekiwał Kogi, dopóki nie odpędził go niszczyciel USS „Williamson”.

## Odzyskanie maszyny

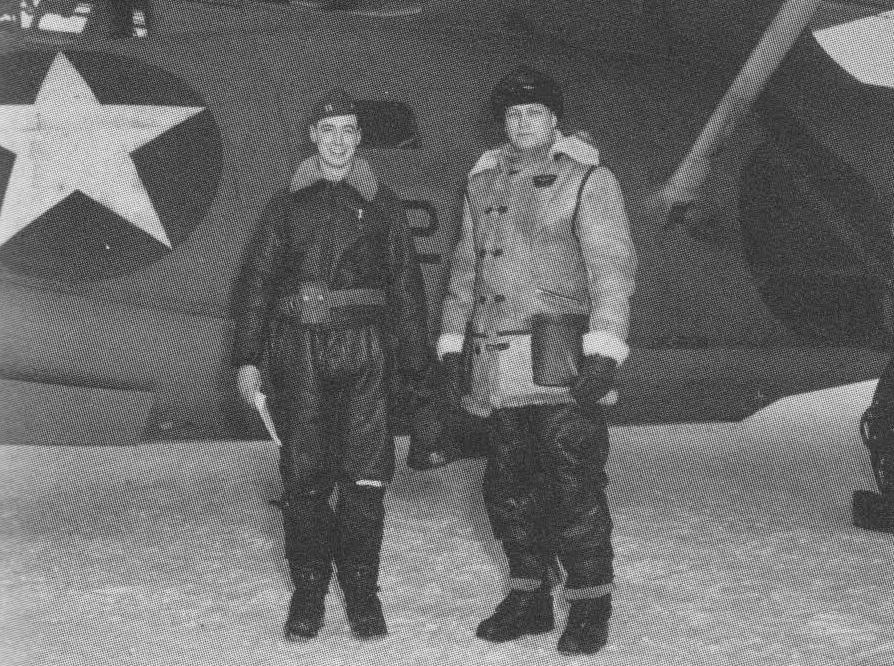
Bill Thies (po lewej) pilotował Catalinę, która odkryła miejsce katastrofy samolotu

Jako że miejsce katastrofy znalazło się poza najczęściej używanymi trasami przelotów, a ponadto było niewidoczne z okrętów, pozostało niewykryte przez ponad miesiąc. Dopiero 10 lipca maszynę dostrzegła załoga amerykańskiej Cataliny, pilotowanej przez porucznika Williama „Billa” Thiesa. Thies patrolował okolicę, korzystając z nawigacji zliczeniowej, i w pewnym momencie utracił orientację w terenie. Dopiero gdy dostrzegł wyspy Shumagin, udało mu się na nowo wyznaczyć pozycję i rozpocząć powrót do Dutch Harbor najkrótszą drogą: ponad wyspą Akutan. Rozbity myśliwiec Kogi jako pierwszy zauważył dowódca samolotu, Albert Knack. Catalina okrążyła miejsce wypadku, zanotowano jego koordynaty na mapie i wznowiono lot w kierunku Dutch Harbor celem złożenia raportu. Thies przekonał swojego przełożonego, admirała Paula Foleya, aby ten pozwolił mu wrócić na wyspę razem z ekipą techników. Następnego dnia drużyna ratownicza udała się na inspekcję, prowadzone wówczas prace uwiecznił fotograf floty, mat Arthur W. Bauman.

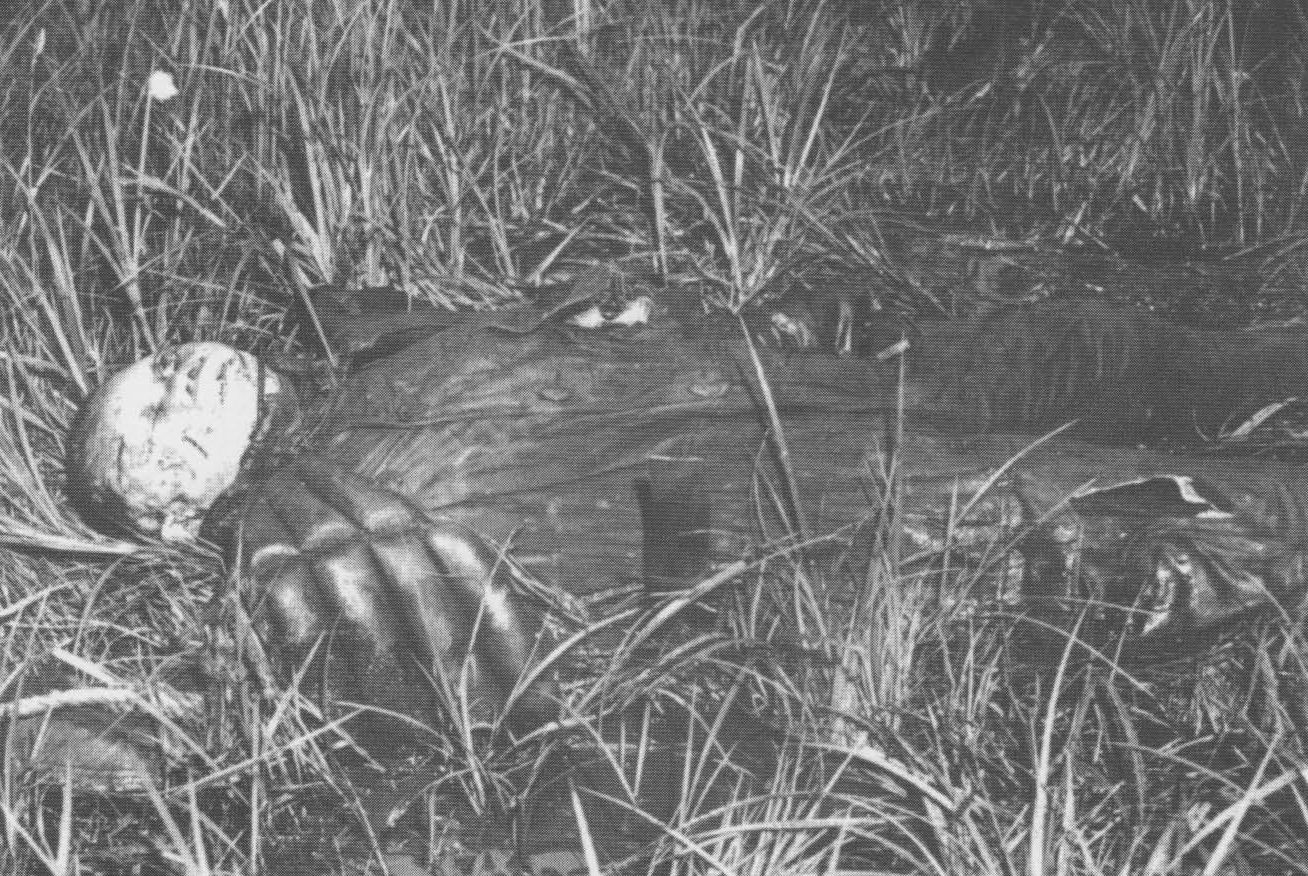
Ciało Kogi po wyjęciu z rozbitego samolotu

Albert Knack (najmniejszy członek ekipy) zdołał wczołgać się do kabiny samolotu i wydobyć ciało Kogi, uprzednio odcinając jego pasy bezpieczeństwa. Po przeszukaniu maszyny pod kątem informacji wywiadowczych, pilota pogrzebano w płytkim grobie. Thies powrócił wraz z ekipą do Dutch Harbor, gdzie zameldował, że samolot nie został poważnie uszkodzony. Następnego dnia, 12 lipca, wysłano na Akutan dowodzoną przez porucznika Roberta Kirmse ekipę, czyniąc ją odpowiedzialną za odzyskanie myśliwca. Przeprowadzili oni chrześcijański pochówek Kogi na pobliskim wzgórzu oraz podjęli próby podniesienia samolotu, jednak brak ciężkiego sprzętu (którego nie dało się rozładować, gdyż statek transportowy stracił dwie kotwice) udaremnił ich wysiłki. 15 lipca wysłano trzecią ekipę. Tym razem, dysponując odpowiednim wyposażeniem, zdołała ona uwolnić rozbity A6M z błota i dociągnąć go na podstawioną barkę bez wyrządzenia większych szkód. Zero dostarczono do Dutch Harbor, gdzie ustawiono je w prawidłowej pozycji oraz oczyszczono.

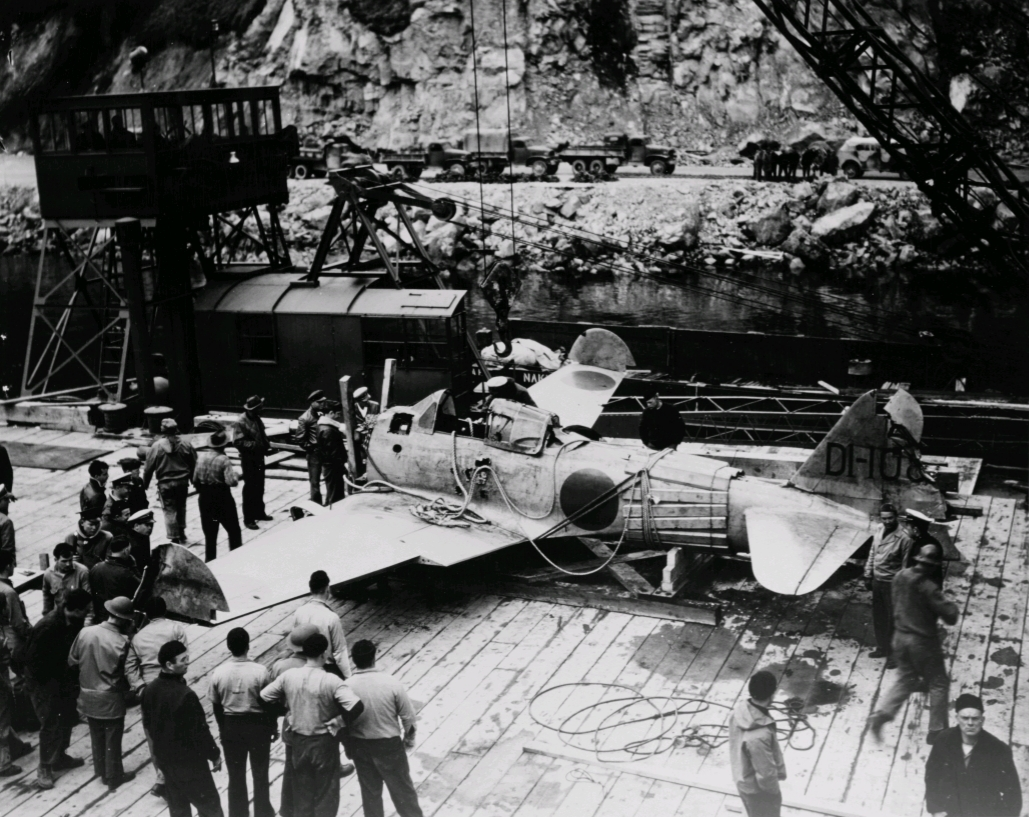
Zero w czasie załadunku na barkę transportową

Zero z Akutan załadowano następnie na transportowiec USS „St. Mihiel” i wysłano do Seattle, dokąd przybyło 1 sierpnia. Stamtąd przewieziono je barką do Naval Air Station North Island nieopodal San Diego, gdzie ostrożnie przeprowadzono niezbędne prace. Na naprawy „składało się głównie prostowanie statecznika pionowego, steru kierunku, końcówek skrzydeł, klap oraz osłony kabiny pilota. Popękane rozpórki lądowania wymagały bardziej rozległych prac. Trójłopatowe śmigło firmy Sumitomo wyklepano i zamontowano ponownie”. Japońskie insygnia Hinomaru przemalowano na amerykańskie. Aby odstraszyć ewentualnych łowców pamiątek, mogących uszkodzić samolot, 24 godziny na dobę strzegli go żandarmi z Military Police. Zero było ponownie gotowe do lotu 20 września.

## Analiza

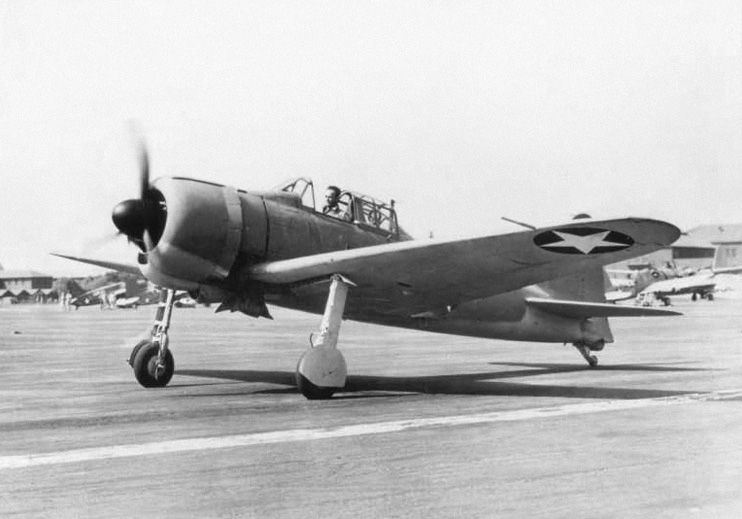
Eddie Sanders kołujący w samolocie

20 września 1942 komandor porucznik Eddie R. Sanders odbył na Zerze z Akutan pierwszy lot doświadczalny. Pomiędzy 20 września a 15 października odbył on łącznie 24 takie loty. Jak mówił:
Loty te obejmowały badania wydajności w locie jakim poddawaliśmy samoloty naszej Marynarki. Już pierwszy z nich ujawnił słaby punkt, który nasi piloci mogli wykorzystać przy użyciu odpowiedniej taktyki, [...] natychmiast wyszło na jaw, że lotki stają się „twarde” (mają niewystarczającą kompensację) przy prędkościach przekraczających 200 węzłów, dlatego też zakręt przy takich prędkościach odbywał się powoli i wymagał przyłożenia sporej siły do drążka. Samolot znacznie łatwiej wykonywał przechył w lewo niż prawo. Silnik przerywał pracę przy ujemnych przeciążeniach z uwagi na przepływową konstrukcję gaźnika. Mieliśmy teraz rozwiązanie dla naszych pilotów wymanewrowywanych i nie mogących uciec Zerom: jeśli to tylko możliwe, rozpocznij gwałtowne nurkowanie, aby spróbować doprowadzić do zatrzymania silnika w samolocie przeciwnika. Po osiągnięciu prędkości około 200 węzłów wykonaj gwałtowny przechył w prawo zanim japoński pilot odzyska namiar na cel.
Podczas późniejszych lotów, celem porównania wydajności samolotów, Frederick M. Trapnell, dyrektor ośrodka badań lotniczych Anacostia Naval Air Station, leciał Zerem, Sanders zaś równocześnie wykonywał identyczne manewry amerykańskimi maszynami. Następnie pilot doświadczalny Melville „Boogey” Hoffman przeprowadził kilka symulacji walk.
W ramach dalszych badań w locie Zero przeniesiono z Naval Air Station North Island do Anacostia Naval Air Station. W 1944 trafiło ponownie na North Island w charakterze samolotu szkoleniowego dla pilotów przydzielanych na Pacyfik. Do tych samych celów używano także później Zera Modelu 52, zdobytego podczas wyzwalania Guamu.
Dane i wnioski z badań i prób w locie wydrukowano w Informational Intelligence Summary 59, Technical Aviation Intelligence Brief #3, Tactical and Technical Trends #5 (opublikowany przed pierwszym lotem doświadczalnym) oraz Informational Intelligence Summary 85. Publikacje te miały tendencję do niewielkiego umniejszania możliwości myśliwca Zero.

## Konsekwencje
Kilkanaście źródeł podaje, że informacje pozyskane w trakcie badań w locie zdobycznego Zera wykorzystano podczas projektowania myśliwca pokładowego Grumman F6F Hellcat, następcy samolotu F4F Wildcat, jednakże wtedy projekt Hellcata był już dawno ukończony, a Marynarka oficjalnie złożyła nań zamówienie, co więcej, jego pierwszy egzemplarz doświadczalny odbył lot próbny przed odkryciem Zera z Akutan. Pierwszy seryjny F6F wzbił się w powietrze 4 października 1942, dwa tygodnie po pierwszym locie przechwyconego Zera. Pomimo że próby te nie miały wpływu na projekt Hellcata, dostarczyły użytecznych informacji o charakterystykach sterowności samolotu, w tym o jego ograniczeniach przy zwrotach i nurkowaniu. Informacje te, wraz z większymi możliwościami, jakie dawał Hellcat, uznano za czynnik, który pomógł amerykańskim pilotom „przeważyć szalę zwycięstwa na Pacyfiku”. Amerykańskie asy, między innymi Kenneth A. Walsh i R. Robert Porter, ocalenie życia przypisywali taktykom opracowanym na podstawie tych informacji. James Sargent Russell, dowodzący eskadrą Catalin, która odkryła rozbite Zero, awansowany później do stopnia admirała, odnotował, że Zero Kogi miało „kolosalne znaczenie dla historii”. William N. Leonard zgodził się z tym, pisząc: „Przechwycone Zero było prawdziwym skarbem. O ile wiem, żadna zdobyta maszyna nigdy nie ujawniła tak wielu tajemnic w czasie, w którym ich znajomość była tak pożądana”.
Niektórzy historycy podają w wątpliwość stopień, w jakim Zero z Akutan wpłynęło na rezultat zmagań sił powietrznych na Pacyfiku. Przykładowo, taktyka Thach Weave, opracowana przez Johna Thacha i używana z wielkim powodzeniem przez amerykańskich pilotów przeciw Zerom, powstała przed atakiem na Pearl Harbor, w oparciu o dane wywiadowcze na temat możliwości japońskich samolotów obserwowanych w Chinach.

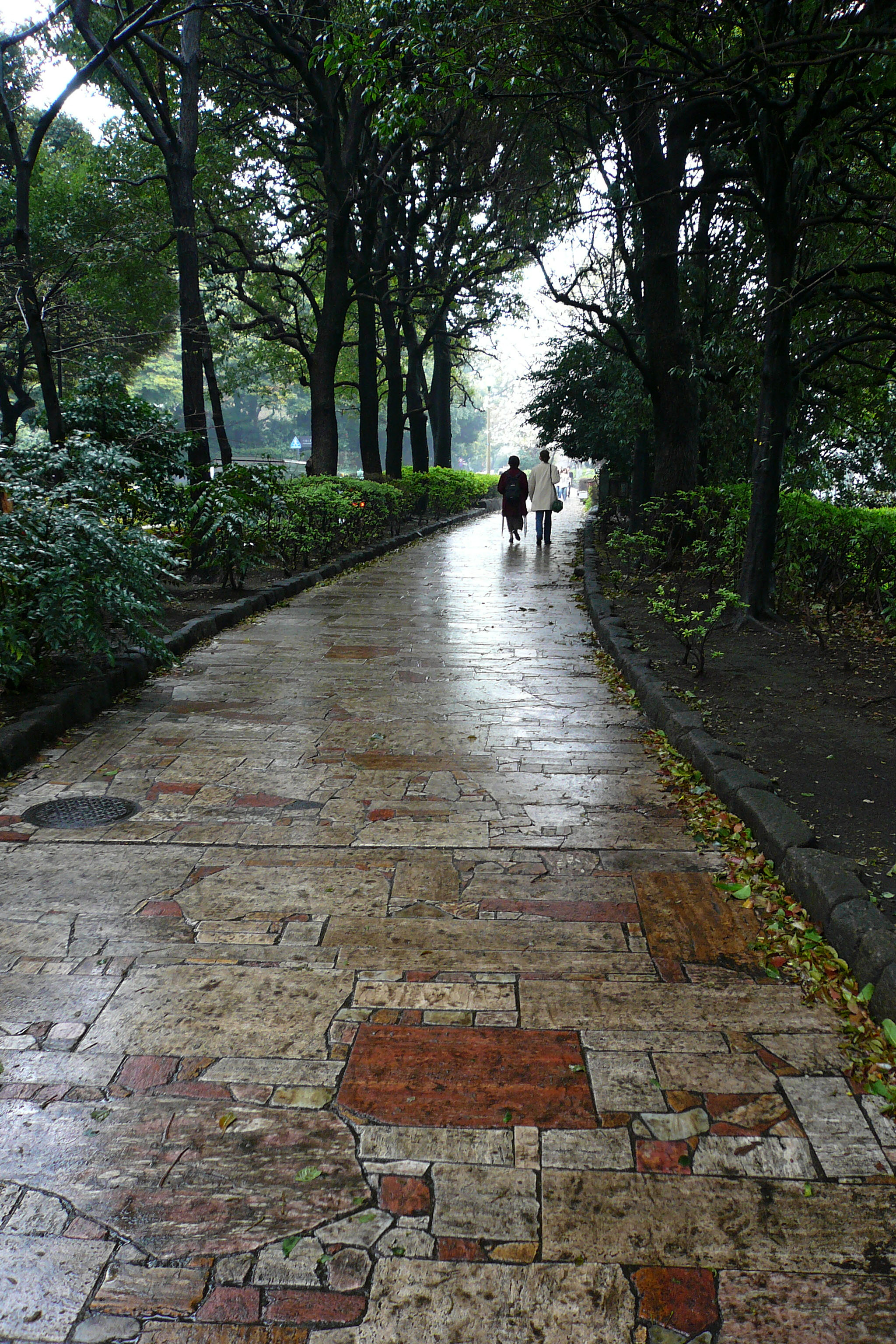
Tadayoshi Koga najprawdopodobniej spoczywa na cmentarzu Chidorigafuchi

Przejęcie oraz loty próbne Zera Kogi ukazuje się zwykle jako wspaniały wyczyn Aliantów, jako że miał on ujawnić sekrety tego tajemniczego samolotu oraz bezpośrednio doprowadzić do jego upadku. Zgodnie z tym punktem widzenia, alianccy piloci tylko dzięki temu nauczyli się skuteczniej radzić sobie ze zwinnym przeciwnikiem. Japończycy nie mogliby się z tym nie zgodzić... Jednak piloci Marynarki Wojennej, którzy walczyli w bitwach na Morzu Koralowym, o Midway oraz Guadalcanal bez pożytków wyniesionych z raportów z badań w locie mogliby pozwolić sobie mieć inne zdanie na temat tego, czy były one potrzebne, aby stworzyć taktyki mogące pokonać ten samolot. Dla nich Zero nie pozostało na długo tajemnicą. Informacje na temat jego specyficznych cech szybko rozprzestrzeniały się wśród pilotów. W rzeczy samej, 6 października, podczas testów [pilot testowy Zero z Akutan Frederick M.] Trapnell uczynił wielce odkrywcze spostrzeżenie: „Ogólne wrażenie, jakie robi ta maszyna jest dokładnie takie, jak wynika to z danych wywiadowczych – dotyczy to także skuteczności bojowej”.
Zero z Aleutów uległo zniszczeniu podczas lotu szkoleniowego w lutym 1945. Gdy kołowało przed startem, SB2C Helldiver wymknął się spod kontroli i je staranował. Śmigło Helldivera poszatkowało myśliwiec na kawałki. Z wraku William N. Leonard ocalił kilka wskaźników, które podarował U.S. Navy Museum. Alaska Heritage Museum oraz National Air and Space Museum także posiadają w swoich zbiorach niewielkie fragmenty maszyny.
Amerykański autor Jim Rearden w swojej próbie repatriacji ciała Kogi, prowadził poszukiwania na Akutan w 1988. Odnalazł grób, okazał się on jednak pusty. We współpracy z japońskim biznesmenem Minoru Kawamoto przeszukał dostępne źródła, na podstawie których udało się ustalić, że w 1947 zwłoki pilota ekshumowała ekipa amerykańskiego Graves Registration Service oraz ponownie pochowała na wyspie Adak, wyspie położonej nieco dalej na południe od archipelagu Aleutów. Członkowie ekipy, nieświadomi tożsamości Kogi, oznaczyli je jako niezidentyfikowane. Cmentarz na Adak zlikwidowano w 1953, 236 ciał powróciło wówczas do Japonii. Szczątki pogrzebane obok Kogi, należące do Shigeyoshi Shindo, były jednymi z 13 zidentyfikowanych, pozostałe 223 o nieustalonej tożsamości pochowano na Cmentarzu Wojennym Chidorigafuchi w Japonii. Niewykluczone, że jedno z tych niezidentyfikowanych ciał należało właśnie do Kogi. Rearden na podstawie zebranych przez siebie informacji opracował szczegółową monografię na temat Zera z Akutan.